# Läufelfingen
Läufelfingen és un municipi del cantó de Basilea-Camp (Suïssa), situat al districte de Sissach.

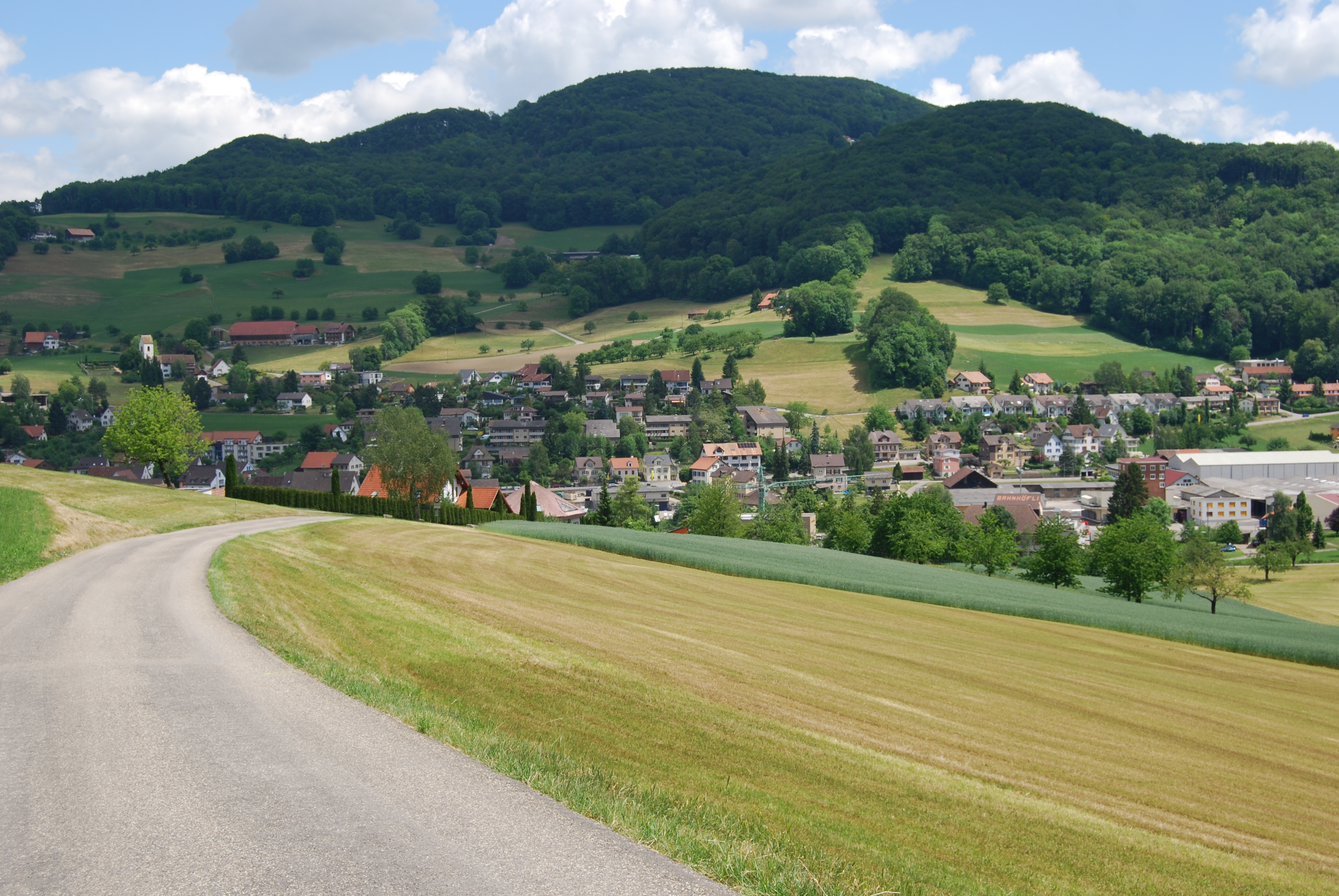
Läufelfingen